# Seebenstein, Thernberg und Ziegersberg
Die Herrschaft Seebenstein, Thernberg und Ziegersberg war eine Grundherrschaft im Viertel unter dem Wienerwald im Erzherzogtum Österreich unter der Enns, dem heutigen Niederösterreich.

## Ausdehnung
Die Herrschaft, die eigentlich aus drei Herrschaften bestand, umfasste zuletzt die Ortsobrigkeit über Seebenstein, Sautern, Walpersbach, Schiltern, Breitenau, Neunkirchen, Loibersbach, Oberhöflein und Unterhöflein, Grünbach und Prugglitz, Thernberg, Klingfurt, Schlag, Mayerhöfen, Weingart, Ausseschildgraben, Buchen, Weinberg, Leiding, Stang, Pengersdorf, Bärenreith, Inzenhof, Zauneghof, Zübern, Stübeg, Pichl, Mayerhöfen, Schlag und Kampicht, Gschaidt, Bürgerschlag, Gramelschlag, Loibersdorf und Ullringsdorf. Der Sitz der Verwaltung befand sich in Seebenstein.

## Geschichte
Letzter Inhaber der Allodialherrschaft war Alois Josef Fürst von und zu Liechtenstein. Nach den Reformen 1848/1849 wurde die Herrschaft aufgelöst.